# 新田修平
新田 修平（にった しゅうへい、1955年11月4日 - ）は、日本の元俳優。本名、岩橋 順一郎（いわはし じゅんいちろう）。
福岡県出身。福岡県立久留米高等学校卒業。太陽プロモーションに所属していた。

## 来歴・人物
文学座本科出身。1970年代後半よりテレビドラマを中心に活動し、1980年に放映された円谷プロ制作の特撮ドラマ『ウルトラマン80』（TBS）にUGM・タジマ隊員役でレギュラー出演。その撮影期間中に「サングラスをかけたい」と申し出たところ、スタッフから「何を考えてんだ!」と一喝されたことがあるという。『80』で共演した長谷川初範は、新田について「神経質でB型っぽい男」と評している。
その後、1990年代まで芸能プロダクションに所属し、俳優活動を続けたが、現在は芸能界からは退いている。2011年4月には、ファミリー劇場でオンエアされた『ウルトラ情報局』にゲストとして登場した。
特技は、剣道（二段）、声楽。

## 出演

### テレビドラマ
- 連続テレビ小説 / いちばん星（1977年、NHK）
- いのち燃ゆる日々（1979年、ANB）
- 見知らぬ恋人（1979年、ABC）
- 俺たちは天使だ! 第14話「運が良ければリッチ・マン」（1979年、NTV） - 三田村アキラ
- 太陽にほえろ! 第376話「右往左往」（1979年、NTV）
- 大河ドラマ / 獅子の時代 （1980年、NHK） - 井黒
- ウルトラマン80（TBS） - タジマ
  - 第1話「ウルトラマン先生」 - 第26話「タイムトンネルの影武者たち」（1980年）
  - 第50話「あっ! キリンも象も氷になった!!」（1981年）
- ドラマ人間模様 / ある少女の死（1981年、NHK）
- 同心暁蘭之介 第9話「闇に哀しみの花が散った」（1981年、CX）
- 土曜ドラマ  / 遠雷と怒濤と（1982年、NHK）
- ザ・サスペンス / 逆流 認知殺人事件（1982年、TBS）
- 火曜サスペンス劇場 / 可愛い悪魔（1982年、NTV）
- 土曜ワイド劇場 / 上野着14時43分 上越新幹線の女（1986年、ANB）